# 军民大生产
《军民大生产》，又称《大生产》，原名《边区十唱》。张寒晖于1945年6月创作的，原曲调为陇东民歌《推炒面》。
该曲内容反应的是抗日战争时期中国共产党领导抗日根据地军民开展的大生产运动。
该曲在1964年10月2日人民大会堂演出的大型音乐舞蹈史诗《东方红》中为“齐唱”，位于第四场《抗日的烽火》。